# محيي الدين عبد الحميد (ممثل)
محيي الدين عبد الحميد ، ممثل مصري.

## عن حياته
بدأ نشاطة الفنى في الثمانينيات وادى أدوارا ثانوية وهو ممثل تليفزيونى عمل في سهرات وأفلام ومسلسلات التليفزيون وهو غزير النشاط ومن أعماله "الشهد والدموع 1985 و "ليالى الحلمية" 1987 و "حواء والتفاحة" 1996 و "لدواعى إمنية" 2002 و "الرجل العناب" 2013 .يمكن رؤيته في دور منصور في مسلسل "السقوط في بئر سبع" 1994 .

## من أعماله

### المسلسلات
- الرجل العناب
- ميراث الريح
- 9 جامعة الدول
- شجر الأحلام

### السينما
- صرخة نملة
- ابن القنصل
- ستوب

### سهرات تلفزيونية
- في سبيل الخلود

## روابط خارجية
- محيي الدين عبد الحميد على موقع الدهليز
- محيي الدين عبد الحميد على موقع قاعدة بيانات الأفلام العربية